# Philipp Jakob Cretzschmar
Philipp Jakob Cretzschmar est un médecin et un zoologiste allemand, né le 11 juin 1786 à Sulzbach et mort le 4 mai 1845.

## Biographie
Dès son jeune âge, il se passionne pour l'histoire naturelle et débute la constitution d'un cabinet de curiosités naturelles. Il étudie la médecine à l’université de Wurtzbourg puis à celle de Halle. Les guerres napoléoniennes l'obligent à revenir à Wurtzbourg où il obtient son titre de docteur. Il est recruté par l'armée française où il sert comme médecin militaire en Allemagne, Vienne, Paris et en Espagne.
Il s'installe plus tard à Francfort où il enseigne l'anatomie et la zoologie à l'Institut médical de Senckenberg. Il participe à la fondation, en 1817, de la Société d'histoire naturelle Senckenberg où il s'occupe des collections durant près de 30 ans.
Il participe à la publication du compte rendu du voyage en Afrique de Eduard Rüppell (1794-1884), Atlas zu der Reise im nördlichen Afrika (1828-1830). La partie consacrée à l'ornithologie est réalisée par Cretzschmar lorsque Rüppell est encore en Afrique. Une trentaine de nouvelles espèces y sont décrites dont le perroquet de Meyer (Poicephalus meyeri), l'Outarde nubienne (Neotis nuba), le Héron goliath (Ardea goliath), le Dromoïque du désert (Scotocerca inquieta) et le Bruant cendrillard (Emberiza caesia).